# Dolný Pial
Dolný Pial je obec na Slovensku v okrese Levice v Nitranském kraji ležíci 14 km jihozápadně od města Levice. Žije zde 911 obyvatel.
První písemná zmínka pochází z roku 1470. Nachází se zde římskokatolický kostel Nanebevstoupení Páně z roku 1720 a barokní kaštel ze 17. století.